# هانس-اوتو بورگمن
هانس-اوتو بورگمن (آلمانی: Hans-Otto Borgmann; ۲۰ اکتبر ۱۹۰۱ – ۲۶ ژوئیهٔ ۱۹۷۷) آهنگساز فیلم اهل آلمان بود. وی بین سال‌های ۱۹۲۸ تا ۱۹۷۷ میلادی فعالیت می‌کرد.
وی آهنگساز فیلم‌هایی همچون مواد مخدر و طلا بوده‌است.